# Индустријска зона (Анкона)
Индустријска зона (итал. Zona Industriale) насеље је у Италији у округу Анкона, региону Марке.
Према процени из 2011. у насељу је живело 8 становника. Насеље се налази на надморској висини од 98 м.